# Proptychopterina
Proptychopterina is een uitgestorven geslacht van insecten uit de familie van de glansmuggen. De wetenschappelijke naam van het geslacht werd voor het eerst geldig gepubliceerd in 1985 door Kalugina.

## Soorten
- † Proptychopterina amota Lukashevich, 1993
- † Proptychopterina evecta Lukashevich, 1993
- † Proptychopterina gracilis Lukashevich, 1993
- † Proptychopterina handlirschi Kalugina, 1985
- † Proptychopterina immensa Lukashevich, 2000
- † Proptychopterina makarova Lukashevich, 2000
- † Proptychopterina mongolica Kalugina, 1988
- † Proptychopterina oleynikovi Kalugina, 1989
- † Proptychopterina opinata Lin & Lukashevich, 2006
- † Proptychopterina sharategica Kalugina, 1992
- † Proptychopterina tenera Lukashevich, 2000
- † Proptychopterina yeniseica Lukashevich, 1993